# Miek Smilde
Miek Smilde (Almelo, 1966) is een Nederlandse schrijfster, dichter en journalist. 

## Biografie
Smilde studeerde Nederlands en rechten aan de Universiteit van Amsterdam en begon haar loopbaan als leerlingredacteur bij Folia, het weekblad voor de Universiteit van Amsterdam. Aansluitend werkte ze drie jaar als eind- en hoofdredacteur bij het ministerie van Justitie, om zich daarna te vestigen als freelance journalist in Amsterdam. Ze schreef onder andere voor Trouw, De Volkskrant, NRC Handelsblad en Vrij Nederland. Als journalist is zij gespecialiseerd in de geestelijke gezondheidszorg, en justitie en veiligheid.
In 2011 debuteerde ze met het literaire non-fictieboek Raarhoek over de naoorlogse psychiatrie in Nederland. Sindsdien verschenen De achterkant van juni (poëzie) en de romans Gloria in excelsis Deo (2013) en Dorsmans dood (2019).

## Trivia
Miek Smilde zingt en schrijft Nederlandstalige liederen.